# Seznam italijanskih kardinalov
Seznam italijanskih kardinalov.

## A
- Angelo Acciaioli
- Filippo Acciajuoli
- Pietro de Accolti de Aretio
- Benedetto de Accolti
- Giuseppe Accoramboni
- Angelo Acerbi
- Ottavio Acquaviva d'Aragona mlajši
- Francesco Acquaviva d'Aragona
- Giovanni Vincenzo Acquaviva d'Aragona
- Ottavio d'Acquaviva
- Ferdinando d'Adda
- Antonio Agliardi
- Carlo Agostini
- Domenico Agostini
- Andrea Aiuti
- Annibale Albani
- Giovanni Francesco Albani
- Giuseppe Albani
- Giuseppe Alberghini
- Giulio Alberoni
- Pietro Aldobrandini
- Pompeio Aldrovandi
- Girolamo Aleandro
- Papež Aleksander VII. (Fabio Chigi)
- Papež Aleksander VIII. (Pietro Vito Ottoboni)
- Francesco Alidosius
- Gaetano Alimonda
- Benedetto Aloisi Masella
- Gaetano Aloisi Masella
- Lodovico Altieri
- Angelo Amato
- Luigi Amat di San Filipo e Sorso
- Girolamo d’Andrea
- Fiorenzo Angelini
- Filippo de Angelis
- Paolo Francesco Antamori
- Ruggero Luigi Emidio Antici Mattei
- Ennio Antonelli
- Ferdinando Giuseppe Antonelli
- Giacomo Antonelli
- Leonardo Antonelli
- Ildebrando Antoniutti
- Antonio Benedetto Antonucci
- Francesco Saverio Apuzzo
- Giuseppe Archinto
- Tommaso Arezzo
- Alessio Ascalesi
- Fabio Maria Asquini
- Bartolomeo d'Avanzo

## B
- Antonio Bacci
- Bartolomeo Bacilieri
- Corrado Bafile
- Fabio Baggio
- Sebastiano Baggio
- Angelo Bagnasco
- Fortunato Baldelli
- Federico Baldeschi Colonna
- Lorenzo Baldisseri
- Anastasio Alberto Ballestrero
- Gaetano Baluffi
- Giovanni Francesco Barbarigo
- Pietro Barbarigo
- Sveti Gregorio Giovanni Gasparo Barbarigo
- Marcantonio Barbarigo
- Antonio Barberini starejši
- Antonio Barberini mlajši
- Francesco Barberini mlajši
- Alessando Barnabó
- Caesar Baronius
- Domenico Bartolini
- Domenico Bartolucci (1917–2013)
- Gualtiero Bassetti
- Francesco Battaglini
- Agostino Bausa
- Giovanni Angelo Becciu (odstopil 2020)
- Gaetano Bedini
- Sveti Robert Francis Romulus Bellarmine
- Silvestro Belli
- Carlo Bellisomi
- Giuseppe Beltrami
- Papež Benedikt XIII. (Pietro Francesco Orsini de Gravina)
- Papež Benedikt XIV. (Prospero Lorenzo Lambertini)
- Papež Benedikt XV. (Giacomo della Chiesa)
- Giovanni Benelli
- Guido Bentivoglio d'Aragona
- Giovanni Antonio Benvenuti
- Giuseppe Berardi
- Girolamo Bernerio
- Tommaso Bernetti
- Francesco Bertazzoli
- Giuseppe Bertello
- Paolo Bertoli
- Tarcisio Bertone
- Giuseppe Betori
- Giulio Bevilacqua
- Ambrogio Bianchi
- Angelo Bianchi
- Bernardo Dovizi Bibbiena
- Giacomo Biffi
- Luigi Bilio
- Gaetano Bisleti
- Giuseppe Andrea Bizzarri
- Peitro Boetto
- Giuseppe Bofondi
- Tommaso Pio Boggiani
- John Bona
- Sveti Bonaventura
- Francesco Boncompagni
- Giovanni Vincenzo Bonzano
- Francesco Scipione Maria Borghese
- Scipione Borghèse
- Francesco Borgongini Duca
- César de Borja
- Sveti Carlo Borromeo
- Edoardo Borromeo
- Federico Borromeo
- Giberto Borromeo
- Giovanni Carlo Boschi
- Giulio Boschi
- Luigi Bottiglia Savoulx
- Lorenzo Prospero Bottini
- Alberto Bovone
- Francesco Bracci
- Francesco Maria Brancaccio
- Stefano Brancaccio
- Cesare Brancadoro
- Giacomo Luigi Brignole
- Giovanni Brunelli
- Giuseppe Bruno
- Blaženi Paul Burali d'Arezzo
- Giovanni Battista Bussi de Pretis
- Giovanni Battista Bussi (1755-1844)

## C
- Camillo Caccia Dominioni
- Giovanni Caccia-Piatti
- Agostino Cacciavillan
- Diego Gregorio Cadello
- Antonio Maria Cadolini
- Ignazio Giovanni Cadolino
- Niccolò Caetani di Sermoneta
- Antonio Caetani mlajši
- Enrico Caetani
- Luigi Caetani
- Scipione Caffarelli-Borghese
- Carlo Caffarra
- Antonio Maria Cagiano de Azevedo
- Ottavio Cagiano de Azevedo
- Giovanni Cagliero
- Domenico Calcagno
- Lorenzo Caleppi
- Lodovico Calini
- Giuseppe Callegari
- Federico Callori di Vignale
- Filippo Camassei
- Lorenzo Campeggio
- Francesco Canali
- Nicola Canali
- Giovanni Canestri
- Luigi di Canossa
- Raniero Cantalamessa
- Oscar Cantoni
- Francesco Capaccini
- Annibale Capalti
- Loris Francesco Capovilla (1915-2016)
- Benedetto Cappelletti
- Pietro Caprano
- Giovanni Battista Caprara Montecuccoli
- Giuseppe Caprio
- Diego Innico Caracciolo di Martina
- Marino Ascanio Caracciolo
- Domenico Carafa della Spina di Traetto
- Carlo Carafa della Spina
- Marino Carafa di Belvedere
- Pier Luigi Carafa
- Gasparo Carpegna
- Ulderico Carpegna
- Francesco Carpino
- Giovanni Battista Casali del Drago
- Agostino Casaroli
- Carlo Francesco Maria Caselli
- Filippo Casoni
- Giuseppe Casoria
- Francesco di Paola Cassetta
- Alfonso Castaldo
- Giovanni Castiglione
- Giovanni Battista Castrucci
- Castruccio Castracane degli Antelminelli
- Prospero Caterini
- Federico Cattani Amadori
- Giacomo Cattani
- Felice Cavagnis
- Aristide Cavallari
- Beniamino Cavicchioni
- Marco Cé
- Annibale di Ceccano
- Michelangelo Celesia
- Serafino Cenci
- Fernando Cento
- Bonaventura Cerretti
- Francesco Cesarei Leoni
- Alessandro Cesarini
- Federico Cesi
- Giovanni Cheli
- Carlo Chiarlo
- Flavio Chigi starejši
- Flavio Chigi
- Flavio Chigi mlajši
- Luigi Ciacchi
- Agostino Ciasca
- Innocenzo Cibo
- Amleto Giovanni Cicognani
- Gaetano Cicognani
- Antonio Maria Ciocchi del Monte
- Pietro Ciriaci
- Ernesto Civardi
- Niccola Clarelli Parracciani
- Francesco Coccopalmerio
- Bartolomeo da Cogorno
- Francesco Colasuonno
- Giovanni Colombo
- Benedetto Colonna Barberini di Sciarra
- Marcantonio Colonna
- Angelo Comastri
- Carlo Confalonieri
- Ercole Consalvi
- Domenico Consolini
- Gasparo Contarini
- Carlo Conti
- Cosimo Corsi
- Renato Corti  (1936-2020)
- Giuseppe Cosenza
- Vittorio Maria Baldassare Gaetano Costa d'Arignano
- Celso Benigno Luigi Costantini
- Gabriel Acacius Coussa
- Carlo Cremonesi
- Remigio Crescini
- Serafino Cretoni
- Belisario Cristaldi
- Carlo Cristofori
- Carlo Crivelli (kardinal)

## D
- Giuseppe D'Annibale
- Ippolito II. D'Este
- Eugenio Dal Corso (Angola)
- Elia Dalla Costa
- Ercole Dandini
- Enrico Dante
- Angelo De Donatis
- Salvatore De Giorgi
- Gaetano De Lai
- Antonio Saverio De Luca
- Domenico De Simone
- Luigi Del Drago
- Guido Del Mestri
- Zaccaria Delfino
- Angelo Dell'Acqua
- Donato Maria Dell'Olio
- Francesco Salesio Della Volpe
- Paolo Dezza
- Angelo Di Pietro
- Camillo Di Pietro
- Michele Di Pietro
- Angelo Maria Dolci
- Giorgio Doria Pamphilj Landi
- Giuseppe Maria Doria Pamphilj
- Giovanni Doria
- Antonio Dugnani
- Stefano Durazzo
- Giuseppe Benedetto Dusmet

## E
- Luigi Ercolani
- Papež Evgen IV. (Gabriele Condulmer)

## F
- Cesare Facchinetti
- Mariano Falcinelli Antoniacci
- Chiarissimo Falconieri Mellini
- Diomede Angelo Raffaele Gennaro Falconio
- Giovanni Francesco Falzacappa
- Raffaele Farina
- Alessandro Farnese mlajši
- Angelo Felici
- Enrico Feroci
- Blaženi Andrea Carlo Ferrari
- Domenico Ferrata
- Teresio Maria Carlo Vittorio Ferrero della Marmora
- Gabriele Ferretti
- Giuseppe Antonio Ferretto
- Innocenzo Ferrieri
- Joseph Fesch
- Adriano Fieschi
- Giorgio Fieschi
- Lorenzo Fieschi
- Giuseppe Fietta
- Ennio Filonardi
- Fernando Filoni
- Raniero Finocchietti
- Francesco Finy
- Giuseppe Firrao starejši
- Giuseppe Firrao
- Ludovico Flangini Giovanelli
- Ermenegildo Florit
- Francesco Fontana
- Raffaele Fornari
- Efrem Forni
- Alessandro Franchi
- Giuseppe Francica-Nava de Bontifè
- Giacomo Filippo Fransoni
- Paolo Fregoso
- Fortunato Frezza
- Luigi Frezza
- Antonio Frosini
- Pietro Fumasoni Biondi
- Carlo Furno

## G
- Giulio Gabrielli
- Sebastiano Galeati
- Pietro Francesco Galeffi
- Luigi Galimberti
- Giovanni Filippo Gallarati Scotti
- Aurelio Galli
- Giuseppe Gamba
- Antonio Domenico Gamberini
- Mauro Gambetti
- Giuseppe Garampi
- Giovanni Garzia Millini
- Enrico Gasparri
- Pietro Gasparri
- Francesco Gaude
- Bonaventura Gazola
- Luigi Gazzoli (1735-1809)
- Luigi Gazzoli (1774-1858)
- Gabriel della Genga Sermattei
- Casimiro Gennari
- Antonio Saverio Gentili
- Alfonso Gesualdo di Conza
- Girolamo Ghinucci
- Cristoforo Giacobazzi
- Pietro Gianelli
- Domenico Ginnasi
- Paolo Giobbe
- Luigi Giordani
- Giovanni Francesco Gàmbara
- Bernardino Giraud
- Filippo Giudice Caracciolo
- Gianfranco Ghirlanda
- Francesco del Giudice
- Giulio Acquaviva d'Aragona
- Filippo Giustini
- Alessandro Giustiniani
- Benedetto Giustiniani
- Giacomo Giustiniani
- Vincenzo Giustiniani
- Tommaso Pasquale Gizzi
- Matteo Eustachio Gonella
- Ercole Gonzaga
- Carmine Gori-Merosi
- Girolamo Maria Gotti
- Vincent Louis Gotti
- Marco Antonio Gozzadini
- Giuseppe Maria Graniello
- Gennaro Granito Pignatelli di Belmonte
- Carlo Grano
- Gaspare Grasselini
- Pietro Gravina
- (Prospero (Stanley) Grech - Malta)
- Papež Gregor XIII. (Ugo Boncompagni)
- Papež Gregor XV. (Alessandro Ludovisi)
- Papež Gregor XVI. (Bartolomeo Alberto Maruno Cappellari)
- Papež Gregor XII. (Angelo Correr; Angelo Corrario)
- Papež Gregor XIV. (Niccolò Sfondrati)
- Emmanuele de Gregorio
- Nicola Grimaldi
- Girolamo Grimaldi-Cavalleroni
- Giovanni Antonio Guadagni
- Giuseppe Guarino
- Sergio Guerri
- Cesare Guerrieri Gonzaga
- Claudio Gugerotti
- Nicolò Guidi di Bagno
- Filippo Maria Guidi
- Bartolomeo Guidiccioni
- Francesco Guidobono Cavalchini
- Giorgio Gusmini

## I
- Papež Inocenc IX. (Giovanni Antonio Facchinetti)
- Papež Inocenc VIII. (Giovanni Battista Cibo)
- Papež Inocenc X. (Giovanni Battista Pamphilj)
- Papež Inocenc XI. (Benedetto Odescalchi)
- Papež Inocenc XII. (Antonio Pignatelli del Rastrello)
- Papež Inocenc XIII. (Michelangelo dei Conti)
- Antonio Innocenti

## J
- Angelo Maria Jacobini
- Domenico Maria Jacobini
- Luigi Jacobini
- Papež Janez Pavel I. (Albino Luciani)
- Papež Janez XXIII.(Angelo Giuseppe Roncalli)
- Alberto di Jorio
- Domenico Jorio
- Papež Julij II. (Giuliano della Rovere)
- Papež Julij III. (Giovanni Maria Ciocchi del Monte)

## K
- Papež Klemen IX. (Giulio Rospigliosi)
- Papež Klemen VII. (Giulio di Giuliano de' Medici)
- Papež Klemen VIII. (Ippolito Aldobrandini (starejši))
- Papež Klemen XI. (Giovanni Francesco Albani)
- Papež Klemen XII. (Lorenzo Corsini)
- Papež Klemen XIII. (Carlo della Torre Rezzonico)
- Papež Klemen XIV. (Lorenzo Giovanni Vincenzo Antonio Ganganelli)
- Papež Klemen X. (Emilio Bonaventura Altieri)

## L
- Luigi Emmanuele Nicolo Lambruschini
- Giovanni Lajolo
- Filippo Lancellotti
- Scipione Lancellotti
- Giacomo Lanfredini
- Marcello Lante della Rovere
- Alessandro Lante Montefeltro Della Rovere
- Federico Marcello Lante Montefeltro della Rovere
- Carlo Vittorio Amedeo delle Lanze
- Vincenzo Lapuma
- Pietro Lasagni
- Camillo Laurenti
- Carlo Laurenzi
- Lorenzo Lauri
- Papež Leon X. (Giovanni de' Medici)
- Papež Leon XI. (Alessandro Ottaviano de' Medici)
- Papež Leon XII. (Annibale Francesco Clemente Melchiore Girolamo Nicola della Genga)
- Giacomo Lercaro
- Lorenzo Litta
- Achille Locatelli
- Francesco Maria Locatelli
- Augusto Paolo Lojudice
- Benedetto Lorenzelli
- Alessandro Lualdi
- Domenico Lucciardi
- Michelangelo Luchi
- Evaristo Lucidi
- Ludovico Ludovisi
- Ludovico Micara
- Giovanni Battista Lugari

## M
- Luigi Macchi
- Vincenzo Macchi
- Luigi de Magistris
- Luigi Maglione
- Angelo Mai
- Amilcare Malagola
- Alessandro Malvasia
- Achille Manara
- Paolo Mangelli Orsi
- Francesco Mantica
- Giovanni Francesco Marazzani Visconti
- Papež Marcel II. (Marcello Cervini)
- Francesco Marchetti-Selvaggiani
- Agostino Marchetto
- Francesco Marchisano
- Paolo Marella
- Galeazzo Marescotti
- Domenico Mariani
- Nicolò Marini
- Pietro Marini
- Francesco Marmaggi
- Papež Martin V. (Ottone Colonna)
- Sebastiano Martinelli
- Tommaso Maria Martinelli
- Carlo Maria Martini
- Renato Raffaele Martino (1932-2024)
- Ignazio Masotti
- Guglielmo Massaia
- Camillo Massimo
- Francesco Saverio Massimo
- Valentino Mastrozzi
- Alessandro Mattei
- Lorenzo Girolamo Mattei
- Luigi Mattei
- Mario Mattei
- Antonio Matteucci
- Egidio Mauri
- Michel Mazarin
- Camillo Mazzella
- Raffaele Mazzio
- Francesco de' Medici di Ottaiano
- Edoardo Menichelli
- Giovanni Mercati
- Rafael Merry del Val y Zulueta
- Teodolfo Mertel
- Giuseppe Gasparo Mezzofanti
- Clemente Micara
- Arrigo Miglio
- Fabio Mignanelli
- Giuseppe Milesi Pironi Ferretti
- Carlo Dalmazio Minoretti
- Alfonso Maria Mistrangelo
- Dino Monduzzi
- Giacomo Monico
- Francesco Montenegro
- Francesco Monterisi
- Cesare Monti
- Montini
- Francesco Morano
- Vincenzo Moretti
- Giuseppe Mori
- Carlo Luigi Morichini
- Giovanni Gerolamo Morone
- Giuseppe Morozzo Della Rocca
- Tiberio Muti

## N
- Benedetto Naro
- Giovanni Battista Nasalli Rocca di Corneliano
- Mario Nasalli Rocca di Corneliano
- Ignazio Nasalli-Ratti
- Attilio Nicora
- Papež Nikolaj V. (Tommaso Parentucelli)
- Lorenzo Nina
- Salvatore Nobili Vitelleschi
- Carlo Nocella
- Virgilio Noè

## O
- Carlo Odescalchi
- Carlo Oppizzoni
- Luigi Oreglia di Santo Stefano
- Enrico Orfei
- Viviano Orfini
- Antonio Francesco Orioli
- Pietro Ostini
- Alfredo Ottaviani

## P
- Bartolomeo Pacca mlajši
- Bartolomeo Pacca
- Alfredo Pacini
- Pietro Pallazini
- Antonio Pallavicini Gentili
- Antonio Pallotta
- Luigi Pallotti
- Paluzzo Paluzzi Altieri Degli Albertoni
- Francesco Maria Pandolfi Alberici
- Luigi Pandolfi
- Antonio Maria Panebianco
- Giovanni Panico
- Fabrizio Paolucci
- Salvatore Pappalardo
- Urbano Paracciani Rutili
- Ottaviano Paravicino
- Lucido Maria Parocchi
- Pietro Parolin
- Silvio Passerini
- Costantino Patrizi Naro
- Giuseppe Paupini
- Papež Pavel II. (Pietro Barbo)
- Papež Pavel III. (Alessandro Farnese)
- Papež Pavel IV. (Gian Pietro Carafa)
- Papež Pavel V. (Camillo Borghese)
- Papež Pavel VI. (Giovani Battista Enrico Antonio Maria Montini)
- Giuseppe Pecci (Papež Leon XIII.)
- Carlo Maria Pedicini
- Carlo Andrea Pelagallo
- Ermenegildo Pellegrinetti
- Antonio Pellegrini
- Michele Pellegrino
- Francesco Pentini
- Carlo Perosi
- Ignatius Camillus William Mary Peter Persico
- Giuseppe Petrocchi
- Mauro Piacenza
- Gaspare Bernardo Pianetti
- Adeodato Giovanni Piazza
- Celio Piccolomini
- Giacomo Piccolomini
- Pietro Maria Pieri
- Raffaele Pierotti
- Ferdinando Maria Pignatelli
- Francesco Maria Pignatelli mlajši
- Sergio Pignedoli
- Papež Pij II. (Enea Silvio Piccolomini)
- Papež Pij III. (Francesco Tedeschini-Piccolomini)
- Papež Pij IV. (Giovanni Angelo de' Medici)
- Papež Pij V. (Antonio Michele Ghislieri)
- Papež Pij VI. (Giovanni Angelico Braschi)
- Papež Pij VII. (Barnaba Gregorio Chiaramonti)
- Papež Pij VIII. (Francesco Saverio Maria Felice Castiglioni)
- Papež Pij IX. (Giovanni Maria Mastai Ferretti)
- Papež Pij X. (Giuseppe Melchiorre Sarto)
- Papež Pij XI. (Ambrogio Damiano Achille Ratti)
- Papež Pij XII. (Eugenio Maria Giuseppe Giovanni Pacelli)
- Domenico Pinelli
- Silvano Piovanelli
- Francesco Pisani
- (Pierbattista Pizzaballa) (Palestina)
- Giuseppe Pizzardo
- Severino Poletto
- Paolo Polidori
- Antonio Poma
- Basilio Pompilj
- Siro de’ Porcello
- Giuseppe della Porta Rodiani
- Girolamo della Porta
- Giuseppe Antonio Ermenegildo Prisco
- Antonio Pucci

## Q
- Giovanni Battista Quarantotti
- Angelo Quaglia
- Angelo Maria Quirini

## R
- Angelo Ramazzotti
- Mariano Rampolla del Tindaro
- Lorenzo Ilarione Randi
- Vittorio Amedeo Ranuzzi de' Bianchi
- Gianfranco Ravasi
- Giovanni Battista Re
- Scipione Rebiba
- Giusto Recanati
- Baldassare Reina
- Roberto Repole
- Carlo Rezzonico mlajši
- Raffaele Sansone Riario
- Sisto Riario Sforza
- Tommaso Riario Sforza
- Agostino Gaetano Riboldi
- Francesco Ricci Paracciani
- Agostino Richelmy
- Nicola Riganti
- Egano Righi-Lambertini
- Aristide Rinaldini
- Giovanni Rinuccini
- Agostino Rivarola
- Francesco Roberti
- Roberto Giovanni F. Roberti
- Rodolfo Pio
- Paolo Romeo
- Ferdinando Maria de Rossi
- Luigi Rotelli
- Giulio della Rovere
- Aurelio Roverella
- Ernesto Ruffini
- Luigi Ruffo Scilla
- Fulco Luigi Ruffo-Scilla
- Gaetano de Ruggiero
- Camillo Ruini
- Antonio Lamberto Rusconi

## S
- Aurelio Sabattani
- Giulio Cesare Sacchetti
- Carlo Sacconi
- Francesco Sacrati
- Jacopo Sadoleto
- Giuseppe Antonio Sala
- Carlo Salotti
- Ferdinando Maria Saluzzo
- Antonio Samorè
- Giovanni Antonio San Giorgio
- Guglielmo Sanfelice D'Acquavella
- Domenico Sanguigni
- Alessandro Sanminiatelli Zabarella
- Stanislao Sanseverino
- Federico Sanseverino
- Prospero Publicola de Santa Croce
- Antonio Santacroce
- Fazio Giovanni Santori
- Giulio Antonio Santorio
- Vincenso Santucci
- Paolo Sardi
- Francesco Satolli
- Antonio Maria Sauli (Antonmaria Sauli)
- Dominco Savelli
- Giacomo Savelli
- Donato Raffaele Sbarretti Tazza
- Enea Sbarretti
- Fabrizio Sceberras Testaferrata
- Placido Maria Schiaffino
- Matteo Schiner
- Angelo Scola
- Sergio Sebastiani (1931-2024)
- Filippo Sega
- Francesco Segna
- Marcello Semeraro
- Giuseppe Maria Sensi
- Crescenzio Sepe
- Luigi Sepiacci
- Domenico Serafini
- Giovanni Serafini
- Giulio Serafini
- Giovanni Antonio Serbelloni
- Girolamo Seripando
- Francesco Serlupi-Crescenzi
- Francesco Serra-Cassano
- Antonio Gabriele Severoli
- Paolo Emilio Sfondrati
- Guido Ascanio Sforza di Santa Fiora
- Elio Sgreccia
- Enrico Sibilia
- Camillo Siciliano di Rende
- Papež Sikst IV. (Francesco della Rovere)
- Papež Sikst V. (Felice Piergentile da Montalto / Felice Peretti)
- Augusto Silj
- Pietro de Silvestri
- Achille Silvestrini
- Camillo de Simeoni
- Giovanni Simeoni
- Giacomo Simonetta
- Ludovico Simonetta
- Lorenzo Simonetti
- Giuseppe Siri
- Guglielmo Sirleto
- Angelo Sodano
- Giovanni Soglia Ceroni
- Paolo Giuseppe Solaro
- Giulio Maria della Somaglia
- Alessandro Spada
- Bernardino Spada
- Giuseppe Spina
- Filippo Spinelli
- Giuseppe Spinelli
- Agustín Spínola Basadone
- Filippo Spinola
- Orazio Spínola
- Ugo Pietro Spinola
- Domenico Spinucci
- Dino Staffa
- Beniamino Stella
- Domenico Svampa

## T
- Giovanni Tacci Porcelli
- Placido Maria Tadini
- Emidio Taliani
- Domenico Tardini
- Camillo Tarquini
- Ferdinando Taverna
- Federico Tedeschini
- Gustavo Testa
- Dionigi Tettamanzi
- Augusto Theodoli
- Francesco Tiberi Contigliano
- Silvano Maria Tomasi
- Ersilio Tonini
- Giulio Tonti
- Michelangelo Tonti
- Ludovico de Torres mlajši
- Cosimo de Torres
- Eugenio Tosi
- Antonio Tosti
- Giuseppe Luigi Trevisanato
- Gaetano Maria Giuseppe Benedetto Placido Vincenzo Trigona e Parisi
- Luigi Trombetta
- Fabrizio Turriozzi

## U
- Giuseppe Ugolini
- Papež Urban VIII. (Maffeo Barberini)
- Giovanni Urbani
- Corrado Ursi

## V
- Egidio Vagnozzi
- Luigi Valenti Gonzaga
- Valerio Valeri
- Agostino Vallini
- Luigi Vannicelli Casoni
- Serafino Vannutelli
- Vicenzo Vannutelli
- Antonio Maria Vegliò
- Giuseppe Maria Velzi
- Alessandro Verde
- Isidoro Verga
- Giuseppe Versaldi
- Antonio Vico
- Pietro Vidoni mlajši
- Francesco di Paola Villadecani
- Ippolito Antonio Vincenti Mareri
- Jakob Cajetan de Vio
- Giacomo Violardo
- Alfonso Visconti
- Carlo Vizzardelli

## Z
- Giuseppe Antonio Zacchia Rondinini
- Laudivio Zacchia
- Giovanni Battista Zauli
- Francesco Saverio de Zelada
- Mario Zenari
- Cesare Zerba
- Antonio Felice Zondadari
- Pietro Antonio Zorzi
- Matteo Maria Zuppi
- Giacinto Placido Zurla